# Phryganomastax lehmanni
Phryganomastax lehmanni är en insektsart som först beskrevs av Marius Descamps 1971.  Phryganomastax lehmanni ingår i släktet Phryganomastax och familjen Eumastacidae. Inga underarter finns listade i Catalogue of Life.